# Otterswang (Pfullendorf)
Otterswang is een plaats in de Duitse gemeente Pfullendorf, deelstaat Baden-Württemberg, en telt 252 inwoners.